# Паганони-Пјане а Канфора (Терамо)
Паганони-Пјане а Канфора (итал. Pagannoni-Piane a Canfora) је насеље у Италији у округу Терамо, региону Абруцо.
Према процени из 2011. у насељу је живело 187 становника. Насеље се налази на надморској висини од 284 м.